# Upplands runinskrifter 241
Upplands runinskrifter 241 är en vikingatida runsten av gnejsgranit i Lingsberg, Vallentuna socken och Vallentuna kommun. Stenen utgör ett monument tillsammans med U 240, men de står ej längre tillsammans på samma plats. Runhöjden är 6-7 centimeter.
Vid U 241 finns runstensfragmentet U 242 (till vänster på bilden).

## Inskriften på U 240
Inskrifterna på stenarna U 240 och U 241 hör ihop och ska börja läsas på U 240 där ristningen lyder:
Dan och Huskarl och Sven och Holmfrid, moder och söner, läto resa denna sten till minne av Halvdan, fader till Dan och hans bröder, och Holmfrid efter sin make.

## Inskriften på U 241
Translitterering av runraden:
n tan auk huskarl ' auk sua(i)n ' l(i)tu rita stin aftiʀ ' ulfrik ' faþurfaþur sino ' hon hafþi o| |onklanti tuh kialt| |takit + kuþ hialbi þiʀa kiþka salu| |uk| |kuþs muþ(i)
Normalisering till runsvenska:
En Dan ok Huskarl ok Svæinn letu retta stæin æftiʀ Ulfrik, faðurfaður sinn. Hann hafði a Ænglandi tu giald takit. Guð hialpi þæiʀa fæðga salu ok Guðs moðiʀ.
Översättning till nusvenska:
Och Dan och Huskarl och Sven läto resa stenen efter Ulvrik, sin farfar. Han hade i England uppburit två gälder. Gud och Guds moder hjälpe faderns och sonens själar.
Monumentet med de två stenarna är alltså resta till minne av en far och en farfar, Halvdan och Ulvrik. Farfadern Ulvriks resor till England nämns vilket gör att ristningarna är så kallade englandsstenar.